# Димова, Бонка
Бонка Димова-Пенева (болг. Бонка Димова-Пенева; род. 15 марта 1956, Стара-Загора) — болгарская легкоатлетка, специалистка по барьерному бегу и спринту. Выступала за сборную Болгарии по лёгкой атлетике в 1979—1988 годах, чемпионка Балканских игр, чемпионка Болгарии в беге на 400 метров с барьерами, призёрка ряда крупных международных стартов, участница летних Олимпийских игр в Москве.

## Биография
Бонка Димова родилась 15 марта 1956 года в городе Стара-Загора, Болгария. Занималась лёгкой атлетикой в местном клубе «Берое».
Первого серьёзного успеха добилась в сезоне 1979 года, когда в беге на 400 метров с барьерами стала чемпионкой Болгарии и в составе болгарской сборной одержала победу на Балканских играх в Афинах.
В 1980 году вновь превзошла всех соперниц на чемпионате Болгарии, снова была лучшей на Балканских играх. Благодаря череде успешных выступлений удостоилась права защищать честь страны на летних Олимпийских играх в Москве — в программе эстафеты 4 × 400 метров вместе с соотечественницами Росицей Стаменовой, Свободкой Дамяновой и Маленой Андоновой благополучно вышла в финал, но в решающем забеге их команда сошла с дистанции.
В 1984 году в 400-метровом барьерном беге выиграла серебряную медаль на домашних соревнованиях в Софии.
В 1987 году в беге на 400 метров с барьерами финишировала шестой на Кубке Европы в Праге, отметилась победами на турнирах в Драме и Софии.
В 1988 году в барьерном беге на 400 метров стала второй на турнире в Праге, установив при этом свой личный рекорд — 57,35, в то время как на Балканских играх в Анкаре завоевала бронзовую награду. Бежала 400 метров на домашнем старте в Старе-Загоре, с личным рекордом 52,86 расположилась в итоговом протоколе на пятой строке.